# Опасно за живота!
"Опасно за живота!" (рус. Опасно для жизни!)- Съветски игрален филм на режисьора Леонид Гайдай. Премиерата се състоя на 10 юни 1985 г.

## Сюжет
Спартак Молодцов (Леонид Куравльов) е човек, който не може да мине. Поради това той постоянно попада в различни истории. И така, една сутрин той открива скъсана високоволтова жица и закъснява за работа, където на практика е нарушен приемът на посетители, тъй като новият му шеф-бюрократ (Борислав Брондуков) се страхува да взема решения без него.
Молодцов, който стои на поста си близо до опасна висяща жица, среща алкохолик Чоколов (Георгий Вицин) и момиче Тамара (Татяна Кравченко) - шофьор на микробус за сладолед. Именно на това отговорно „задължение“ най-накрая го намира другарят Кипиани (Тамаз Толорая), посетител на институцията.

## Създатели
- Автори на сценария: Роман Фурман, Олег Колесников, Леонид Гайдай
- Режисьор: Леонид Гайдай
- Оператор: Виталий Абрамов
- Художник: Феликс Ясюкевич
- Композитор: Максим Дунаевски
- Текст: Леонид Дербенев
- Звукооператор: Раиса Маргачева
- Изпълнител на песента: Микола Караченцов
- Диригент: Константин Кримец
- Режисьор на картината: Едуард Волков

## В ролите
- Леонид Куравльов - Спартак Иванович Молодцов
- Георгий Вицин — Александър Петрович Чоколов, местен жител, алкохолик
- Лариса Удовиченко - Катерина Ивановна, сестрата на Молодцов
- Владимир Носик е Максим Аркадиевич Дмитриев, годеникът на сестрата на Молодцов
- Тетяна Кравченко - Тамара, шофьорът на микробуса за сладолед
- Тамаз Толорая е Вано Николайович Кипиани, представител на фабриката
- Борислав Брондуков - Андрий Павлович Переделкин, ръководител на Молодцов
- Сергей Филипов е деликатен посетител
- Нина Гребешкова е Зинаида Петровна, колежка на Молодцов
- Михаил Кокшенов — Рокотов, полицейски лейтенант
- Максим Раевски - Климентий, племенник на Молодцов
- Виктор Уралски е летен електротехник
- Муза Крепкохорска е шахматистка
- Нина Маслова е дама с куче
- Лев Поляков - подполковник от милицията, началник на милицията
- Андрий Гусев - Анисимов, младши лейтенант на полицията
- Вера Ивлева е барманка
- Александър Пятков е Куркул
- Марина Поляк е секретар
- Марина Швидка е секретарка с шоколадови бонбони
- Григорий Маликов е първият клиент на Спартак Молодцов
- Александър Кузмичев е вторият клиент на Спартак Молодцов
- Николай Маликов е млад електротехник
- Евгений Кочегаров
- Сергей Воробьов - Микола, шофьор на камион
- Вячеслав Гостински е архитект
- Наталия Сверкан е внучка на шахматист
- котката Ричард